# Salvia xanthocheila
Salvia xanthocheila là một loài thực vật có hoa trong họ Hoa môi. Loài này được Boiss. ex Benth. miêu tả khoa học đầu tiên năm 1848.